# Božićni gala koncert u Bjelovaru
Božićni gala koncert u Bjelovaru tradicijska je božićna glazbeno-scenska manifestacija koja se održava od 2003. godine. Ovaj kulturni događaj, koji se održava u Dvorani europskih prvaka, koja okuplja hrvatske glazbenike, glumce i umjetnike.
Koncert karakterizira izvedba tradicionalnih i suvremenih božićnih pjesama uz pratnju Gala orkestra, kojim su kroz godine ravnali ugledni dirigenti poput maestra Miljenka Prohaske (2003. - 2005.), Zlatka Strčića (2008.) i Alana Bjelinskog. U novije vrijeme orkestrom ravna bjelovarski dirigent Bruno Bišćan, pod čijim vodstvom nastupa 35 glazbenika, od kojih je većina iz Bjelovara.
Program koncerta tradicijski se sastoji od dva dijela: prvi dio ima glazbeno-scensko obilježje u formi malog mjuzikla, dok drugi dio zadržava format klasičnog koncerta. Među izvođačima koji su nastupali na koncertu nalaze se: Jacques Houdek, Ivana Kindl, Massimo, Vlatko Stefanovski, Zorica Kondža, Pero Galić, Renata Sabljak, Marko Tolja, Matija Cvek, Mia Dimšić, Ana Rucner i dr. Nastupali su i strani pjevači kao što su: Maya Azucena (američka pjevačica) i Wayne Ellington (engleski gospel pjevač), Deborah Woodson (američka pjevačica), Denise Jannah (nizozemska jazz pjevačica), Stephanie Sounds (londonska pop indie pjevačica) sa zborom London Community Gospel Choir, 
Uz soliste redovito nastupaju i zborovi, uključujući vokalni ansambl Brevis iz Osijeka i Ženski zbor Vox Feminae iz Bjelovara.
Hrvatska radiotelevizija redovito snima i prikazuje ovaj koncert tijekom božićnih blagdana. Pokretač koncerta bio je Tihomir Vondra, dok je producent Mladen Medak Gaga zaslužan za njegov daljnji razvoj i umjetničko oblikovanje. Pod pokroviteljstvom je Grada Bjelovara i u organizaciji udruge Bjelovart.
Uživo koncert traje oko 120 minuta, dok se televizijska inačica prikazuje u trajanju od približno 80 minuta.